# كارين بيرغر
كارين بيرغر (بالإنجليزية: Karen Berger)‏ هي محرِّرة أمريكية، ولدت في 26 فبراير 1958 في نيويورك في الولايات المتحدة.